# Loxops coccineus
El akepa de Hawái (Loxops coccineus) es una especie de ave paseriforme de la familia Fringillidae endémica de Hawái. Está en peligro de extinción.

## Descripción y comportamiento
Es un ave muy pequeña, de unos 10 cm de largo. Como las otras especies del género Loxops tiene ligeramente cruzadas las mandíbulas, aunque es una característica poco evidente. Tiene el pico de color amarillo paja.
Es una especie con un gran dimorfismo sexual. El macho es de un rojo brillante con las alas y la cola negras.
La hembra tiene un plumaje mucho más apagado, de color verde-grisáceo. Es más oscura en sus partes superiores y con matices rojo-anaranjados en el pecho.
Los machos inmaduros al principio son parecidos a las hembras, y poco a poco, según crecen, su plumaje se torna más naranja.
Su canto es un trino lento y desabrido al que cambia de tono y velocidad. Su reclamo es un "cheedle-ee".
Se alimenta de arañas y pequeños insectos, como orugas.
Hace su nido en agujeros y oquedades de los árboles.

## Subespecies

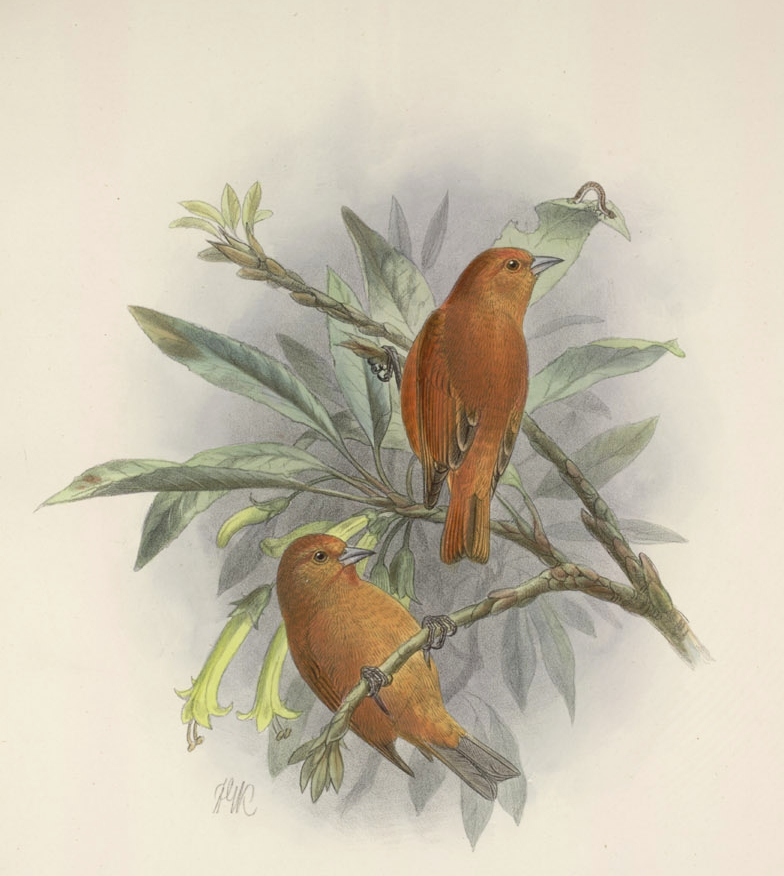
Loxops coccineus wolstenholmei

Tiene tres subespecies descritas, de las que solo la nominal no está extinta:
- L. c. coccineus (Gmelin), 1789
- L. c. ochraceus Rothschild, 1893 † Se encontraba en la isla de Maui. El último avistamiento fue en 1988.
- L. c. wolstenholmei Rothschild, 1893 † Se encontraba en la isla de Oahu.

## Hábitat y estado de conservación

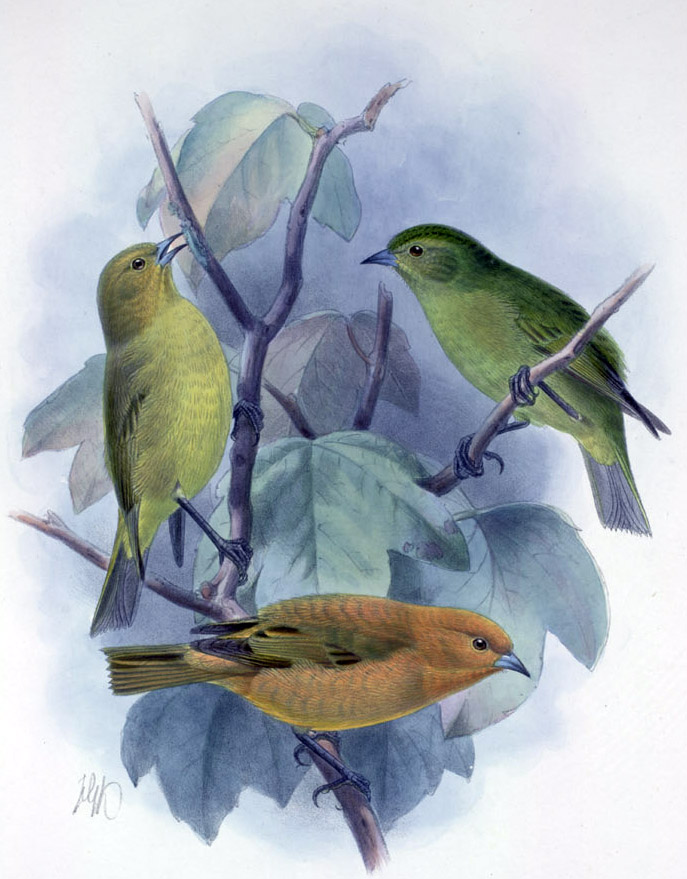
Loxops coccineus ochraceus

Habita los bosques montanos húmedos, entre 1100 y 2100 metros, de Acacia koa y Metrosideros polymorpha de la isla de Hawái. Prefiere los bosques viejos, con árboles grandes.
Su población se estima en unos 14.000 ejemplares, repartidos en tres poblaciones. En las zonas periféricas de su área de distribución las poblaciones parecen estar disminuyendo, y en las centrales se mantienen estables; y la tendencia demográfica general es decreciente.
La principal causa de que haya llegado a estar en peligro de extinción es la pérdida de hábitat. Ésta ha sido causada tanto por la industria maderera, como por la agricultura y la ganadería.
Además de esto la introducción de especies alóctonas al ecosistema la han perjudicado, ya sea por competencia directa con algunas especies de aves, como por predacción por mamíferos introducidos, o como vectores de enfermedades que es el caso de algunos mosquitos y aves alóctonas.